# Cole Skuse
Pour les articles homonymes, voir Skuse.
Cole Skuse (né le 29 mars 1986 à Bristol, en Angleterre) est un footballeur anglais. Il jouait de 2005 à 2013 au poste de milieu de terrain ou de défenseur pour le club d'Ipswich Town.

## Carrière
Formé à Bristol City, Cole Skuse signe un contrat professionnel en avril 2005, quelques semaines après avoir joué son premier match avec l'équipe, le 19 février 2005, lors d'une rencontre contre Colchester United.
Il reçoit en 2010 le titre de meilleur joueur du club. Il est libéré du club par le club en mai 2013.